# Barano d'Ischia
Barano d'Ischia es un municipio italiano localizado en la isla de Isquia, ciudad metropolitana de Nápoles, región de Campania. Cuenta con 10.036 habitantes en 10,96 km².
Limita con los municipios de Casamicciola Terme, Isquia y Serrara Fontana. 

## Demografía
| Gráfica de evolución demográfica de Barano d'Ischia entre 1861 y 2011 |
|                                                                       |
| Fuente ISTAT - elaboración gráfica de Wikipedia                       |